# Вулиця Архипа Люльки (Київ)
Ву́лиця Архипа Люльки — вулиця в Солом'янському районі міста Києва, селище Жуляни. Пролягає від вулиці Сергія Висоцького до Кутової вулиці.

## Історія
Вулиця виникла наприкінці 2010-х роках під проєктною назвою Проєктна 12978. Сучасна назва вулиці походить з 2019 року, на пошану українського радянського конструктора авіаційних двигунів, академіка Архипа Люльки. 